# География Латвии
Латвия расположена в Прибалтике, на западном краю Восточно-Европейской равнины. Омывается Балтийским морем, имеет общую площадь 64 589 км².

## Границы и береговая линия
Общая протяженность границы — 1 382 км. Латвия граничит с Эстонией на севере (343 км), с Литвой на юге (576 км), с Россией на востоке (292 км) и с Белоруссией (171 км) на юго-востоке.
Территория Латвии с запада омывается Балтийским морем, протяжённость береговой линии составляет 498 км. В северной части страны Курляндский полуостров, оканчивающийся мысом Колка (Домеснес), и принадлежащие Эстонии острова Моонзундского архипелага отделяют от моря Рижский залив. Территориальные воды — 12 морских миль, также Латвии принадлежит континентальный шельф до глубины 200 м или до глубины использования.

## Геология и полезные ископаемые
Территория Латвии расположена на северо-западном краю Восточно-Европейской платформы. Кристаллический фундамент залегает на глубине от 300—400 м (северо-восток страны) до более чем 2000 м (юго-запад) и состоит из гранитов, гнейсов, амфиболитов, анортозитов и кристаллических сланцев, образовавшихся в архее, нижнем и среднем протерозое (от 1,2 до 2,4 млрд лет назад). Осадочные породы, мощность которых доходит до 2000—2200 м, в основном представлены карбонатными и терригенными отложениями.
На территории Латвии имеются месторождения торфа, известняка и доломита. На побережье изредка встречается янтарь. В кристаллическом фундаменте на глубине около 700 м (Лимбажский район) найдены железные руды; в 1965 открыто Кулдигское месторождение нефти. Также есть месторождения гипса, кварцевых и стекольных песков, различных глин и песчано-гравийных образований, используемых в качестве стройматериалов. Имеются минеральные источники, на которых стоят города Кемери и Балдоне.

## Рельеф
Большая часть территории Латвии — моренная слабохолмистая равнина с высотами 100—200 м над уровнем моря, западная окраина Восточно-Европейской равнины. Невысокие возвышенности несут следы древнего оледенения, такие как моренные холмы, озёрные котловины, валуны. Вдоль берега Балтийского моря тянется низменность шириной 2—3 км, местами до 50 км. На западе страны располагается Курземская возвышенность (высота до 184 м), разделённая рекой Вента на Западно-Курземскую и Восточно-Курземскую.
При движении на восток холмы переходят в Среднелатвийскую низменность, затем вновь рельеф поднимается, образуя Видземскую возвышенность, где расположена самая высокая точка — гора Гайзинькалнс (311,6 м). На северо-востоке располагается Северо-Латвийская низменность (высота 40—60 м), переходящая к югу в Восточно-Латвийскую низменность. Восточно-Латвийская низменность, центральная часть которой заболочена (Лубанская низина), разделяет Видземскую и Латгальскую возвышенности. Последняя образована холмами Лиелайс Лиепукалнс (289,3 м), Дзиеркалю калнс (286,3 м) и другими
| Топографическая карта Латвии |
| ---------------------------- |
| Топографическая карта Латвии |

## Климат

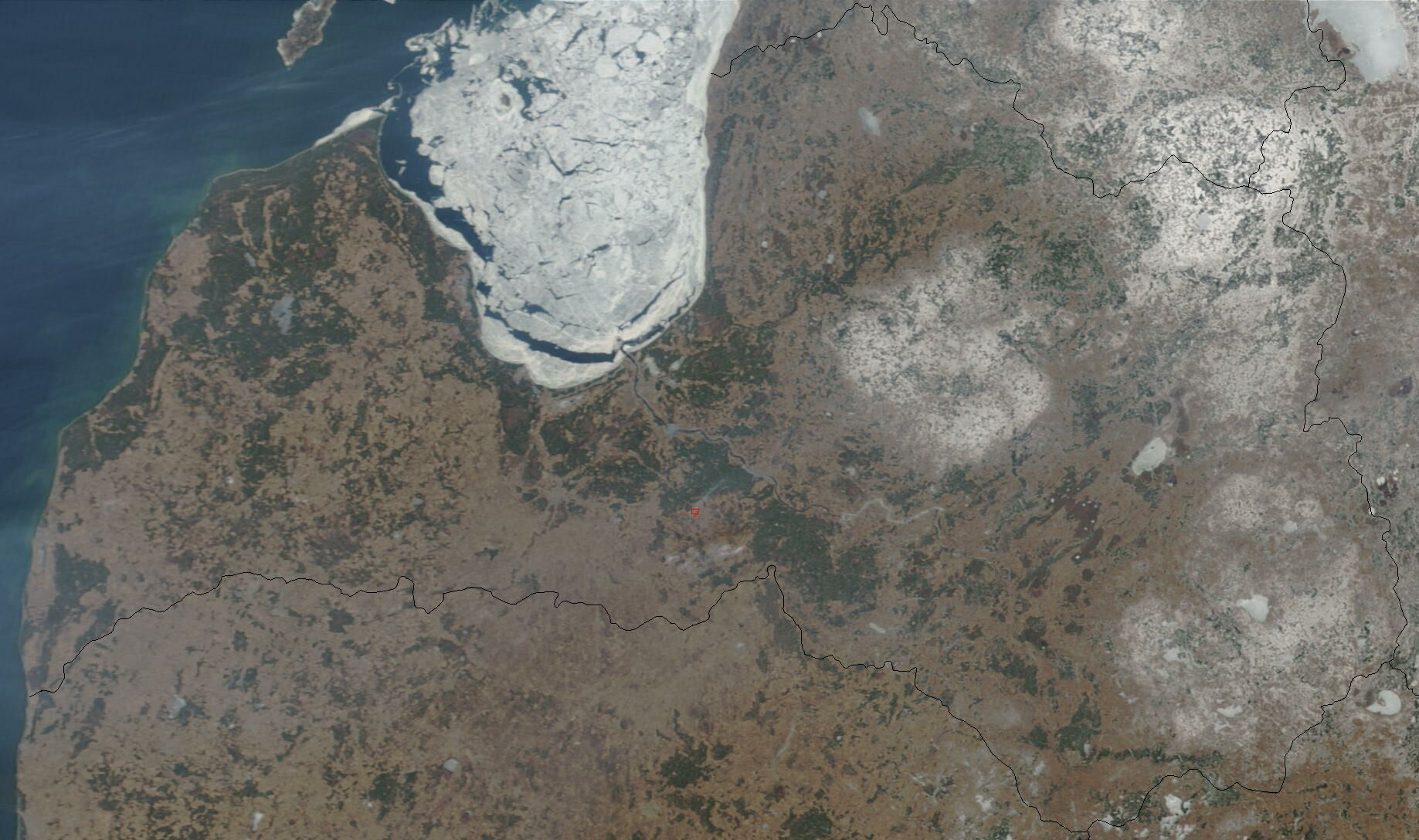
Снимок, сделанный со спутника в марте 2003. Рижский залив покрыт льдом

Климат имеет переходный характер от морского к континентальному, который смягчается близостью к Балтийскому морю. Преобладающие юго-западные ветра приносят со стороны Атлантики значительное количество осадков — 500—800 мм в год. Небо часто затянуто облаками, число солнечных дней — всего 30-40 в год. Самый солнечный и сухой месяц — май.
Лето часто прохладное и дождливое, выше нуля температура держится 125—155 дней в году. Средняя температура июля — 15—17 °C, иногда случаются аномалии (до 32 °C), как в середине 1990-х. Зима длится с середины декабря по середину марта. В январе средняя температура составляет от −3 до −7 °C, изредка падая до −40 °C.

## Водные ресурсы

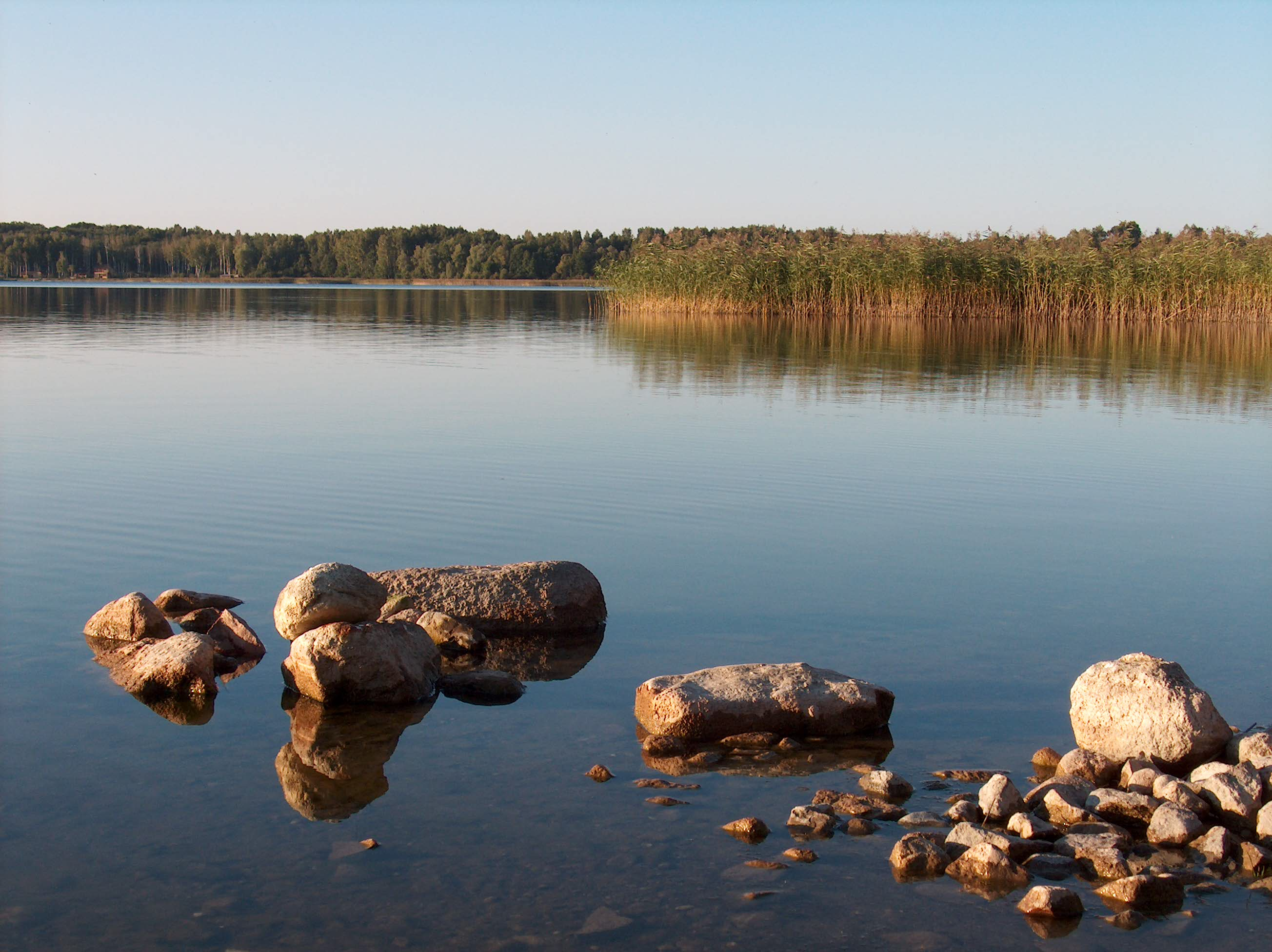
Озеро Саукас

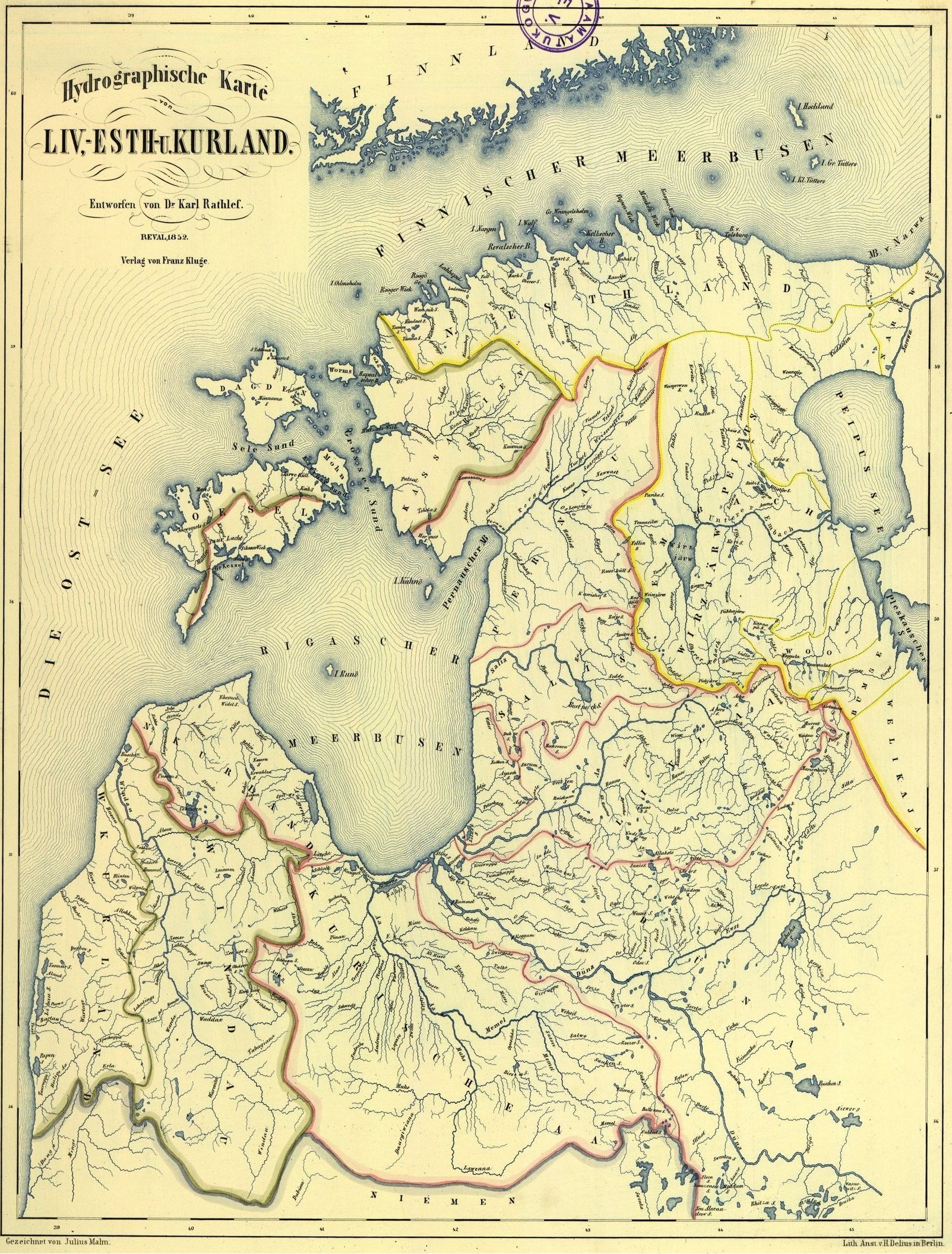
Гидрографическая карта Латвии и Эстонии с историческими названиями рек на немецком языке (1852 год). Обозначены бассейны крупнейших рек.

По оценке 2005 года Латвия обладает 49,9 км³ возобновляемых водных ресурсов, из которых в год потребляется 0,25 км³ (55 % на коммунальные, 33 % на промышленные и 12 % на сельскохозяйственные нужды).
По территории Латвии протекает более 700 больших и малых рек, все они принадлежат бассейну Балтийского моря. Крупнейшая река — Даугава (в России и Белоруссии называется Западная Двина) на территории Латвии имеет протяжённость 357 км, всего же её длина составляет 1020 км. Среди других крупных рек — Гауя, Лиелупе и Вента. Половодье весной, также возможны паводки в результате летних дождей или зимних оттепелей. В западной части страны ледовый покров держится 2—2,5 мес., в восточной — 3—3,5 мес. Для использования гидроэнергетического потенциала (в БСЭ оценен в 3,9 млрд квт·ч) создано несколько плотин, включая Плявиньскую и Кегумскую ГЭС.
Более 3 тысяч озёр площадью крупнее 1 га, большинство ледникового происхождения. Занимают около 1,5 % площади страны, используются для рыбного хозяйства. Также много болот, доля которых в площади страны доходит до 10 %. Большая часть водно-болотных угодий приходится на восточную часть страны — Латгалию. Крупнейшие озёра — Лубанс, Разна, Буртниекс, Усмас и Лиепаяс. Самое глубокое озеро страны — Дридзис (66,2 м).

## Почвы
Почвы Латвии в основном (52 %) подзолистые (преобладают дерново-подзолистые), в Земгале (центральная область страны, Среднелатвийская низменность) имеются плодородные дерново-карбонатные почвы (4 %). Пригодные для сельского хозяйства участки перемежаются заболоченными местностями — 2 % пойменные и 23 % болотистые почвы (дерново-глеевые, дерново-подзолисто-глеевые), 19 % торфяники.
Всего возделывается около 19 тыс. км² земли, причём около 70 % сельскохозяйственных земель переувлажнено, поэтому проводятся мероприятия не по ирригации, а по мелиорации земель. На 2003 год доля осушаемых сельскохозяйственных земель составляла 85 %. Для интенсивно возделываемых холмистых регионов стоит проблема эрозии почвы.

## Растительный и животный мир, охрана природы

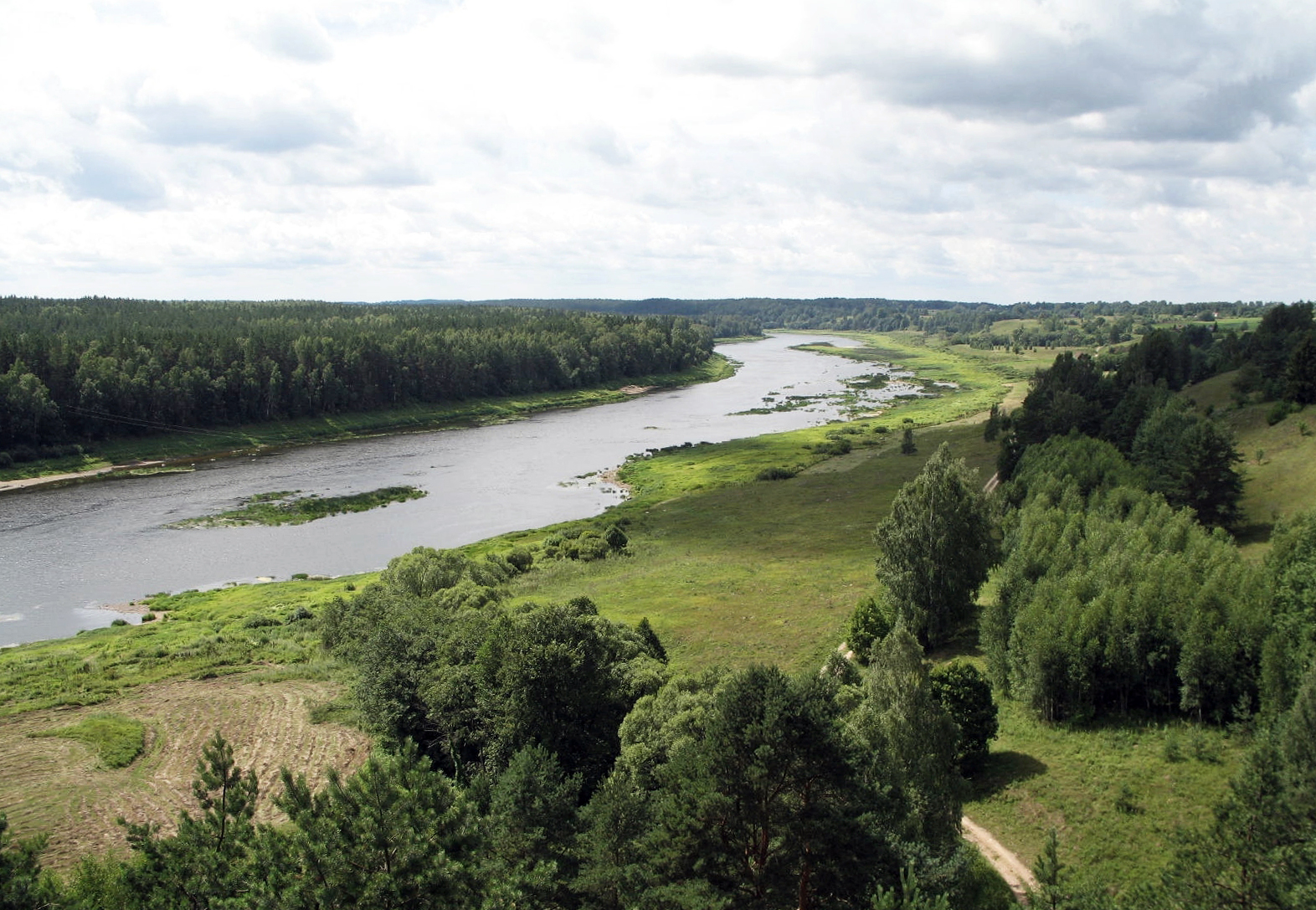
Парк Даугавас локи

По данным всемирной книги фактов ЦРУ по состоянию на 2018 год леса покрывают 54,1 % территории Латвии. Крупнейшие массивы находятся в северной части Курляндского полуострова и на северо-востоке страны. Вдоль побережья преобладают (67 % площади всех лесов) хвойные леса (сосна, ель), в других районах (33 % лесов) — лиственные (берёза, осина, чёрная и белая ольха). По речным долинам и на холмах встречаются (7,5 % площади страны) луга, большей частью суходольные. Болота занимают около 4,8 % территории; сильно заболочен район озера Лубанас и нижнего течения реки Айвиексте.
В Латвии водятся белки, лисицы, зайцы (русак и беляк), рыси, барсуки, куницы и енотовидные собаки. Иногда можно встретить горностая и ласку. Природоохранные мероприятия привели к увеличению поголовья оленей и лосей, были реакклиматизированы кабан и бобр. Среди птиц встречаются соловей, иволга, чёрный дрозд, дятел, сова, куропатка, зяблик, синица, перепел, жаворонок, аист и цапля. Промысловые виды рыб: салака, килька, лосось, таймень, рыбец, бельдюга, угорь и др. В устьях рек и в Рижском заливе водится минога.
Имеются национальные парки (Гауя, Слитере, Разнас), 5 заповедников (Грини, Морицсала и др.), заказники и более 90 парков, включая излучины Даугавы, а также Каздангский и Скриверский дендрологические парки.